# 西社遗址
西社遗址，位于山西省忻州市定襄县宏道镇西社村东500米处同河西岸台地上，是中华人民共和国山西省文物保护单位之一。
1986年8月18日，授予山西省文物保护单位，是一座古遗址。